# Nepravé dveře

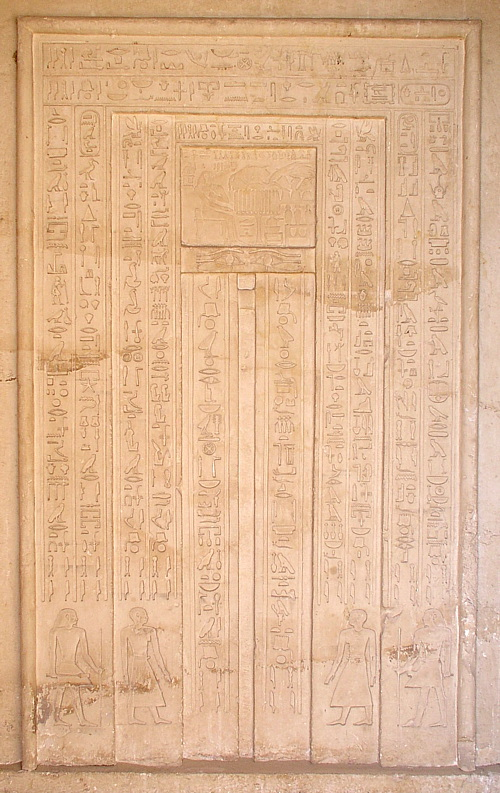
Nepravé dveře

Nepravé dveře je moderní označení užívané v egyptologii pro zvláštní druh stély v podobě plasticky vyvedených, avšak slepých dveří, uprostřed se závěsem stočeným do podoby kulatého překladu. Byly významnou architektonickou součástí staroegyptských hrobek a chrámů a představovaly středobod staroegyptského zádušního kultu. Poprvé se objevují a poté jsou hojně rozšířeny v obětních kaplích v době Staré říše, významné místo si však udržely i v obdobích následujících.
Bývaly zhotovovány z jedné i více částí z kamene, méně často ze dřeva, zpravidla ve skutečných nebo větších rozměrech. Provedením se jednotlivé exempláře mohou značně lišit: zatímco někdy jsou vyvedeny velice realisticky, jindy jsou jen symbolicky naznačeny. V některých případech napodobují průčelí královského paláce. Po stranách pomyslného „vstupu“ je zobrazován zemřelý, ojediněle je plasticky znázorněn, jak přímo ze dveří vystupuje (působivým příkladem jsou dveře v Iduově hrobce v Gíze); kromě něj se ve výzdobě objevují někdy i jeho příbuzní nebo služebníci přinášející obětiny, výjimečně i bohové. Častá je scéna nad portálem, kdy zemřelý (někdy i s další osobou) sedí před obětním stolem. Nezbytnou součástí výzdoby byly nápisy uvádějící jméno a tituly majitele hrobky, dále také pohřební texty.
Nepravé dveře plnily obdobnou funkci jako serdab: protože byly vsazovány do západní (tj. podsvětí bližší) stěny obětních kaplí a v jejich bezprostřední blízkosti stával obětní stůl a prohlubeň pro úlitby, kde příbuzní zemřelému přinášeli obětiny, a současně přiléhaly k uzavřené části hrobky, tvořily předěl mezi světem mrtvých a světem živých a ka majitele hrobky jimi vstupovalo z pohřební komory do kaple, takže zemřelý mohl být účasten na obětinách, které mu byly přinášeny.